# Identidad de Proizvolov
En matemática, la identidad de Proizvolov es una identidad relativa a la suma de diferencias de números enteros positivos. La identidad fue propuesta por Vyacheslav Proizvolov como un problema en las Olimpiadas Soviéticas de Estudiantes de 1985 (Savchev y Andreescu, 2002, p. 66).
Para formular la identidad, se toman los primeros 2N enteros positivos,
1, 2, 3, ..., 2N − 1, 2N,
y se realiza una partición de ellos en dos subconjuntos de N números cada uno.  Se reagrupa un subconjunto de manera que los elementos queden ordenados de menor a mayor (orden creciente):
{\displaystyle A_{1}<A_{2}<\cdots <A_{N}.}
Se reagrupa el otro subconjunto de manera que los elementos queden ordenados de mayor a menor (orden decreciente):
{\displaystyle B_{1}>B_{2}>\cdots >B_{N}.}
Entonces la suma
{\displaystyle |A_{1}-B_{1}|+|A_{2}-B_{2}|+\cdots +|A_{N}-B_{N}|}
es siempre igual a N2.

## Ejemplo
Tómese por ejemplo N = 3. El conjunto de números es entonces {1, 2, 3, 4, 5, 6}. Se seleccionan tres números de este conjunto, por ejemplo el 2, 3 y 5. Entonces las secuencias A y B son:
A1 = 2, A2 = 3, y A3 = 5;
B1 = 6, B2 = 4, y B3 = 1.
La suma es
{\displaystyle |A_{1}-B_{1}|+|A_{2}-B_{2}|+|A_{3}-B_{3}|=|2-6|+|3-4|+|5-1|=4+1+4=9,}
la cual indica que es igual a 32.